# دانيال غالاغير
دانيال غالاغير (بالإنجليزية: Daniel Gallagher)‏ هو سياسي أمريكي، ولد في 6 سبتمبر 1896، وتوفي في 6 مايو 1956.